# Harold Raeburn
Harold Andrew Raeburn (Edimburgo, 21 luglio 1865 – Edimburgo, 21 dicembre 1926) è stato un alpinista scozzese.
Considerato uno dei pionieri dell'alpinismo scozzese, compì numerose prime ascensioni in Scozia e in Caucaso e partecipò alla prima spedizione britannica all'Everest.

## Biografia

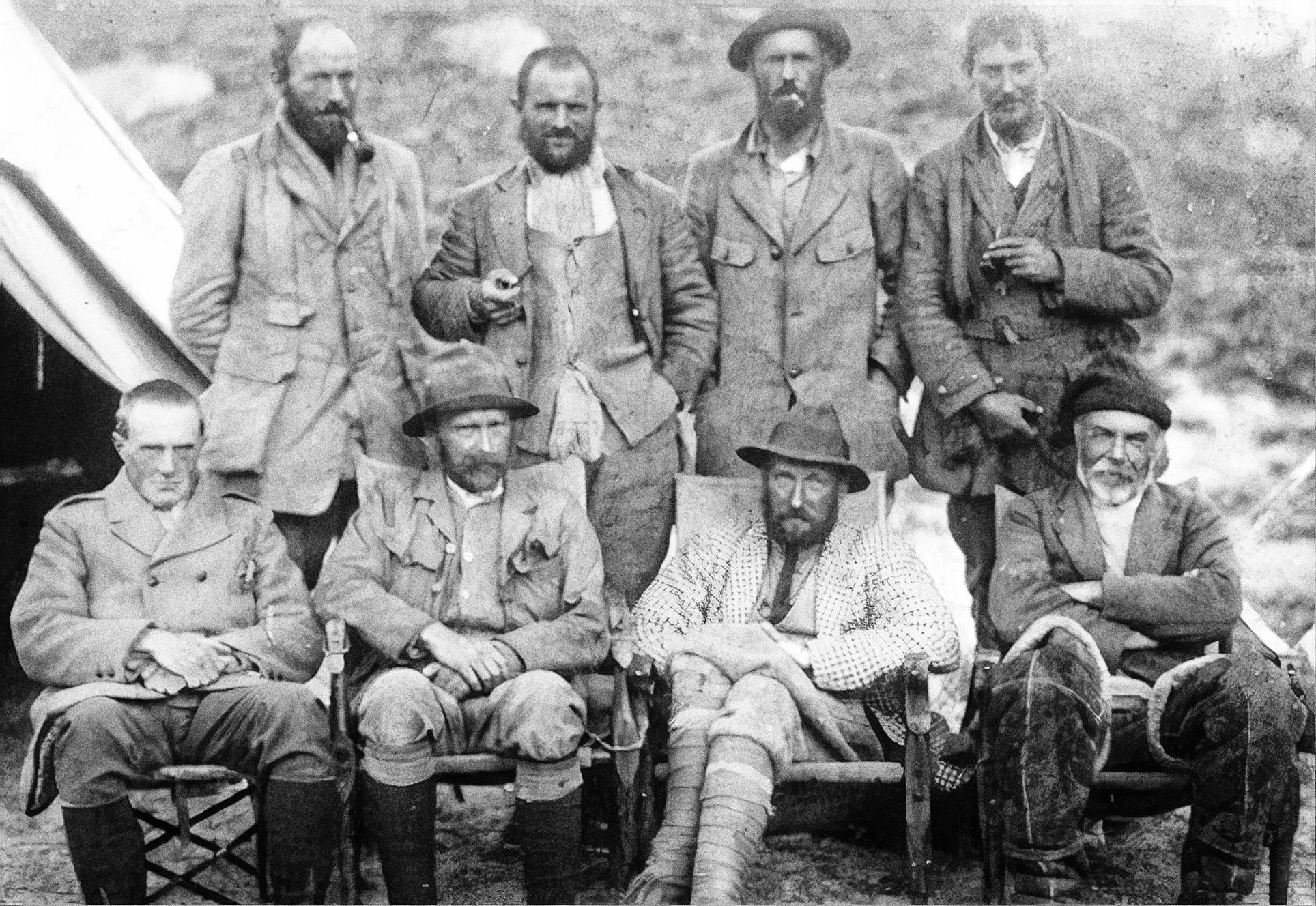
Spedizione sul Monte Everest del 1921.
In piedi (s-d): Guy Bullock. Henry Morshead. Oliver Wheeler. George Mallory.
Seduti (s-d): A.M. Heron. Sandy Wollaston. Charles Howard-Bury. Harold Raeburn

Harold Andrew Raeburn nacque ad Edimburgo nel 1865, quarto figlio di William Raeburn, un birraio, e della moglie Jessie. Dopo avere intrapreso il mestiere del padre cominciò anche ad arrampicare; a spingerlo a questa attività fu probabilmente la passione per l'ornitologia, che lo portò a frequentare posti d'osservazione altrimenti inaccessibili.
Sul Ben Nevis salì in prima solitaria l'Observatory Ridge nel 1901 e l'Observatory Buttress nel 1902. Nel 1906 salì con lo svizzero Eberhard Phildius il Green Gully, che al tempo era una delle più difficili vie di ghiaccio percorse nel mondo; la via fu ripetuta solo venti anni dopo da Jim Bell. Sul Buachaille Etive Mòr compì le prime tre ascensioni del Crowberry Gully, tra le quali la prima invernale nel 1909, e nel 1902 la prima ripetizione della diretta al Crowberry Ridge, la più difficile via in roccia allora salita in Scozia. Completò inoltre la prima ascensione britannica senza guide della cresta di Zmutt, sul Cervino, e con l'amico William Norman Ling vinse per la prima volta la parete nord del Disgrazia nel 1910, attraverso quella che fu nominata in seguito Via degli inglesi.
Nel 1913 e nel 1914 effettuò due spedizioni alpinistiche in Caucaso, durante le quali salì almeno nove cime inviolate. Raeburn divenne vicepresidente dello Scottish Mountaineering Club nel 1909, per poi passare alla presidenza dell'associazione.
Allo scoppio della prima guerra mondiale, considerato troppo vecchio per combattere, fu impiegato in un'industria aerea e per 6 anni smise di arrampicare. Nel 1920 riuscì a pubblicare il suo libro, Mountaineering Art, e salì con due compagni in prima invernale l'Observatory Ridge; in questa ascesa i tre compagni di cordata usarono una piccozza ciascuno e non calzarono ramponi. Dopo un tentativo al Kanchenjunga, Raeburn fu invitato a far parte della prima spedizione britannica all'Everest nel 1921 con un altro alpinista esperto, Alexander Kellas, e i giovani George Mallory e Guy Bullock. Durante il percorso di avvicinamento, tuttavia, si ammalò e fu costretto a tornare in Sikkim; riuscì a ricongiungersi con il resto del gruppo solamente qualche mese dopo.
I problemi di salute riscontrati durante la spedizione si aggravarono gradualmente dopo il ritorno nel Regno Unito; morì cinque anni dopo, il 21 dicembre 1926.